# Typhlonesticus absoloni
Typhlonesticus absoloni là một loài nhện trong họ Nesticidae.
Loài này thuộc chi Typhlonesticus. Typhlonesticus absoloni được Josef Kratochvíl miêu tả năm 1933.